# 969 a.C.
Il 969 a.C. (CMLXIX a.C. in numeri romani) è un anno  del X secolo a.C.

## Eventi
Nella città fenicia di Tiro sale al potere Hiram I, detto il Grande.

## Morti
- Pinedjem II, sacerdote egizio